# リヒャルト・アイレンベルク

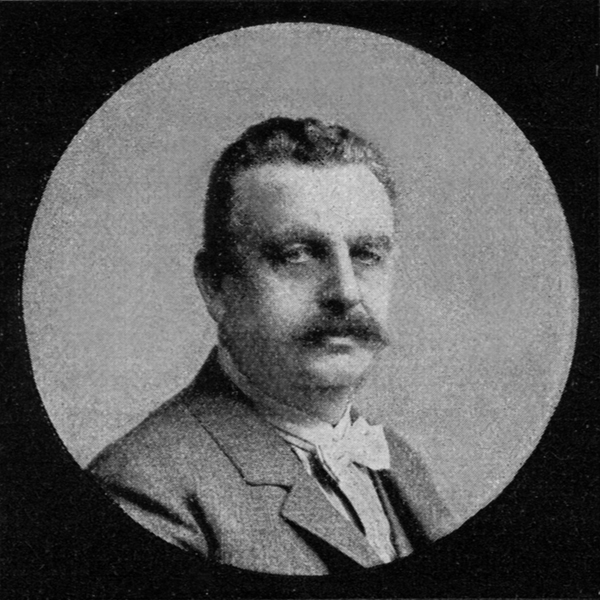
リヒャルト・アイレンベルク

リヒャルト・アイレンベルク（Richard Eilenberg, *1848年1月13日 メルゼブルク - †1927年12月6日 ベルリン）は、ドイツの作曲家。

## 生涯
18歳で最初の作品である演奏会用序曲を作曲する。志願兵として1870年から翌1871年まで普仏戦争に従軍。1873年よりシュテッティンの楽長となり、1889年よりフリーランスの作曲家としてベルリンで名を揚げ、再婚相手のドロテー夫人とブレーメン通り73番街に暮らした。ベルリン郊外ポツダム近郊のシュターンスドルフにある墓地に埋葬されている。

## 作品
アイレンベルクはとりわけ舞曲や行進曲の作曲家であり、管弦楽のほかに吹奏楽や軍楽も手懸けた。舞台音楽では、バレエ音楽《シラスの薔薇 "Die Rose von Schiras"》作品134や、《伯爵夫人クリコ "Comteß Cliquot"》（1909年）や《ミダス王 "König Midas"》《マリエッタ "Marietta"》《いかれた王子 "Der tolle Prinz"》などのオペレッタがある。中でも重要なのは、ロシア皇帝アレクサンドル3世のための作曲された《戴冠行進曲 "Krönungsmarsch"》や、行進曲の作曲コンテストのために作曲した《トルコ行進曲 "Janitscharen-Marsch"》作品295がある。
しかしながら最も有名なのは、《 ペテルブルグ橇の旅 "Petersburger Schlittenfahrt"》作品57や《森の水車 "Die Mühle im Schwarzwald"（原題は「黒い森の水車」）》作品52のようなサロン音楽もしくは娯楽音楽であろう。
アイレンベルクは約350曲を残した。そのうち、《 "Ehrenkränze der Tonkunst"》（作品268～277）は楽匠たちの旋律に基づく10の幻想曲であり、《野を越え森を抜けて "Durch Feld und Wald" 》作品119は組曲である。
現代の音楽ジャーナリズムによるアイレンベルク作品の評価は、どちらかといえば高くはないが、だからと言って作品の人気を貶めるものでは決してない。